# Стрикс
Стрикс — в классической античной мифологии птица дурного предзнаменования, продукт метаморфозы, которая питалась человеческой плотью и кровью. Это также относится к ведьмам и связанным с ними злым фольклорным существам.

## Описание

### Физический облик
Стрикс описывается как птица с крупной головой, с заострёнными глазами, хищным клювом, серо-белыми крыльями, и крючковатыми когтями в «Календаре» Овидия. Это единственное подробное описание стрикса в классической литературе.  В другом месте он описан как тёмный.

### Поведение
Стрикс (στρίξ, στριγός) был ночным плачущим существом, которое располагало свои ноги вверху и голову внизу, согласно греческому мифу 300 г. до н.э. Вероятно, это должна быть (и переведена как) сова
, но очень наводит на мысль о летучей мыши, которая висит вниз головой.
Стрикс в более позднем фольклоре была птицей, которая брызгала молоко на губы (человеческих) детей. Плиний Старший в своей «Естественной истории» отклонил это как глупость и отметил, что невозможно установить, что птица имела в виду под этим. По тому же самому обычаю, как упоминал Тициний, когда стрикс разбрызгивает дурно пахнущее молоко на губы младенца, отмечается, что на ребёнка кладут чеснок, и это был предписанный амулет для защиты от стрикса.
В случае стриг Овидия, они угрожали нанести ещё больше вреда. Считалось, что они потрошат младенца и питаются его кровью. Овидий допускает возможность того, что стриги являются птицами природы, или продуктами магии, или трансформациями ведьм, использующих магические заклинания.

## Классические истории о кровожадности

### Греческий миф о происхождении
Согласно Метаморфозам Антонина Либерала, стрикс (στρίξ)  был метаморфозом Полифонты; она и её подобные медведям сыновья Агриос и Орейос были превращены в птиц в качестве наказания за их каннибализм. Здесь стрикс описывается как (птица) «которая плачет ночью, без еды и питья, с головой внизу и кончиками ног вверху, предвестник войны и гражданских беспорядков среди людей»..
История сохранилась только в том виде, в котором она была записана Антонием, и была распространена в 100–300 гг. н.э., но сохранилась более ранняя история из потерянной Орнитологии Бойоса, датируемой до конца IV века до нашей эры.
В этом греческом мифе сама злополучная стрикс не наносила вреда людям. Но один из документов возлагает вину на её сыновей
, и пытается восстановить древнегреческую веру в людоедство, начиная с этого века (IV века до нашей эры). По противоположному мнению, представление о стриксе как «ужасе» для человечества не было столь популярным у древних греков, но отмечается широко распространённое мнение в Италии, что это был «кровожадный монстр в форме птицы». В этом исследовании предполагается, что греки позже заимствовали концепцию стриксов как ведьм, концепцию, сформулированную у Овидия, и один из учёных оценивает, что греки приняли представление о том, что стрикс совершал «ужасы детоубийства» в «прошлых веках до нашей эры». Современная греческая форма слова στρίγλα может быть влиянием латинского диминутива стригула (strigula).

### Раннее упоминание на латыни
Первое упоминание на латинском языке отмечено в комедии Плавта «Псевдол», датируемой 191 г. до н.э., в которой кухня инфернального повара метафоризируется как стриги («совы-вампиры»), пожирающие внутренние органы посетителей, пока они ещё живы, и сокращающие их продолжительность жизни. Комментаторы указывают на это как на свидетельство того, что стриги считались людоедами (антропофагами).

### Повествование Овидия о нападении стриг
В «Календаре» Овидия (8 год н.э.) стриги атаковали легендарного царя Проку в его колыбели. Нападение было обнаружено и прервано, но у младенца остались шрамы на щеках и изменился цвет лица. Впоследствии ритуал, направленный на то, чтобы не допустить ударов новорожденного, был выполнен нимфой Кардеей (или богиней Карной), которая владела волшебной палочкой (спина), данной ей Янусом, способной прогнать зло ото всех дверей.

### Сатирикон
В романе Петрония Сатирикон (конец I века нашей эры) есть повествование, рассказанное персонажем Трималхионом, описывающим как стриги, похитившие тело уже умершего мальчика, заменили его соломенной куклой. Стриги выдали своё присутствие узнаваемым криком, и слуга, присутствовавший при атаке, обнаружил женщину и пронзил её мечом, так что она застонала, но всё его тело стало мертвенно-бледным и он умер через несколько дней.

## Связь с магией
Комментарий Плиния о том, что «[strix]... используется в недобросовестных действиях» означает, что его имя вызывается в «сильных» магических проклятиях в соответствии с одной интерпретацией, но, возможно, оно использовалось только в качестве ругательства, что отражает тот фактор, что стрикса считают проклятым существом.
Есть несколько примеров того, что оперение стрикса и т. д., как считалось, используются в качестве ингредиента в магии. Гораций в своих «Эподах» писал, что перья стрикса являются компонентом любовного зелья, это подтверждает и его современник Секст Проперций. Омолаживающая смесь Медеи, которую она варила в котле, включала длинный список ингредиентов, в том числе крылья стрикса.
Слово стриги также стало значить «ведьмы». В одной статье предполагается, что это значение употреблялось уже в IV веке до н.э., на основании того, что в мифе о происхождении Бойоса различные имена могут быть связаны с Македонией и Фракией, известной своими ведьмами. Но более конкретные примеры встречаются в «Календаре» Овидия (начало I века н.э.), где в качестве одного из возможных объяснений предлагается то, что стриги являются трансформациями колдуний, а Секст Помпей Фест (конец II века н.э.) называет «женщинами, практикующими колдовство» (maleficis mulieribus) "или" летающими женщинами "("ведьмы" в передвижении).

## Подземный мир
На краю Тартара есть стриги, стервятники и бубонные совы, плачущие в болотах Гадеса, согласно трагедии Сенеки Младшего «Геркулес Фуренс» Кроме того, согласно легенде об Оте и Эфиальте, они были наказаны в Аиде тем, что были привязаны к столбу змеями, лицом в противоположные стороны. Между ними находится стрига, которая мучает их своими криками.

## Средневековье
Легенда о стриксе сохранилась до Средневековья, и записана в Этимологиях Исидора. В VII-VIII вв. Иоанн Дамаскин приравнивал стриксов (stiriges) (греческое множественное число: др.-греч. Στρίγγαι, Στρῦγγαι) к геллудам (gelloudes (множественное число от gello) в своём труде Peri Stryggōn др.-греч. περί Στρυγγῶν). Он писал, что они иногда имели материальные тела и носили одежду, а иногда появлялись как духи.

## Современные производные термины
Латинский термин «striga» как по названию, так и по смыслу, как его определяют средневековые лексикографы, использовался во всей Центральной и Восточной Европе.
Strega (очевидно, происходит от латинского striga) — это итальянский термин для ведьмы, а на румынском языке strigăt означает «крик», strigoaică (стригоайка) — имя румынской женщины-вампира, а стригой — румынский вампир-самец.

## Сноски
1. ↑  Лат. canities
2. 1 2  Др.-греч. strīx (στρίξ или ϛρίγξ), изменённое из styx (ϛύξ / στύξ)[10]
3. ↑  Мифом является Ornithologia Бойоса[англ.], сохранённая Антонином Либералом, описана ниже.
4. ↑  Поскольку летучая мышь была единственным крылатым животным с молочными железами.
5. ↑  В древнем мире летучая мышь обычно классифицировалась как птица; лишь Аристотель не согласился с этим, полагая, что она находится "на полпути" между птицей и наземным животным. См. Oliphant, 1913, p. 134 n. 4.
6. ↑  Их имя было однажды использовано как ругательство, что является лишним подтверждением информации, которую даёт здесь Плиний.
7. ↑  Несмотря на то, что это является примером фигурального выражения[англ.]
8. ↑  Прока Сильвий был легендарным царём Лация до эпохи Римской империи.
9. ↑  Ритуал включал в себя поглаживание притолоки и порога веткой арбутуса и умиротворение зла рублеными внутренностями свиней и т. д. Это является объяснением обычая приема пищи, такой как бобы и бекон, на календы июня в качестве жертвоприношений Карне
10. ↑  Strymon, Thraissa and Triballos